# Kanton Courtelary
Der Kanton Courtelary (französisch Canton de Courtelary) war ein Kanton der Ersten Französischen Republik und des Ersten Kaiserreichs auf dem Gebiet des heutigen Kantons Bern in der Schweiz.

## Département Mont-Terrible
Er entstand am 19. November 1797, als die formell noch nicht annektierte südliche Hälfte des ehemaligen Fürstbistums Basel dem im Jahr 1793 geschaffenen Département Mont-Terrible zugeteilt wurde. Der Kanton entsprach einem Teil der früheren Herrschaft Erguel und umfasste 13 Gemeinden:
| - Corgémont - Cormoret - Cortébert - Courtelary (Hauptort) - La Ferrière - Mont-Tramelan - Renan | - Saint-Imier - Sonceboz-Sombeval - Sonvilier - Tramelan-Dessous - Tramelan-Dessus - Villeret |

Laut einem Rundschreiben des Innenministeriums vom 7. Frimaire des Jahres VI (27. November 1797) zählte der Kanton Courtelary 7609 Einwohner, von denen 1807 wahlberechtigt waren.

## Département Haut-Rhin
Gemäss dem Gesetz vom 28. Pluviôse des Jahres VIII (17. Februar 1800) wurde der Kanton Malleray aufgehoben und mit dem Kanton Courtelary vereinigt. Der vergrösserte Kanton gehörte neu zum Arrondissement Delsberg im Département Haut-Rhin und umfasste 27 Gemeinden:
| - Bévilard - Champoz - Châtelat - Corgémont - Cormoret - Cortébert - Court - Courtelary (Hauptort) - La Ferrière | - Loveresse - Malleray - Mont-Tramelan - Pontenet - Reconvilier - Renan - Saicourt - Saint-Imier - Saules | - Sonceboz-Sombeval - Sonvilier - Sornetan - Sorvilier - Souboz - Tavannes - Tramelan-Dessous - Tramelan-Dessus - Villeret |

Ausgehend von den Zahlen des Rundschreibens von 1797 zählte der Kanton Courtelary 10'827 Einwohner, davon 2681 Wahlberechtigte. Durch Beschluss des Wiener Kongresses vom 20. März 1815 wurde das Territorium dem Kanton Bern zugeschlagen.